# Musique indonésienne
 (février 2025).
Si vous disposez d'ouvrages ou d'articles de référence ou si vous connaissez des sites web de qualité traitant du thème abordé ici, merci de compléter l'article en donnant les références utiles à sa vérifiabilité et en les liant à la section « Notes et références ».
La musique indonésienne est constituée de la musique propre aux groupes ethniques et religieux variés peuplant la république d'Indonésie, et de la musique que ses citoyens reconnaissent comme appartenant à l'ensemble de la nation.
Ce clivage est traversé par celui entre tradition et modernité : la musique javanaise recouvre aussi bien la musique traditionnelle (rurale, religieuse ou de Cour), que la pop music. Une forme propre à un groupe peut être adoptée par les autres Indonésiens et devenir nationale. C'est le cas de genres musicaux originaires des Moluques, ou de chansons du pays batak du Nord de Sumatra.

## Musique traditionnelle

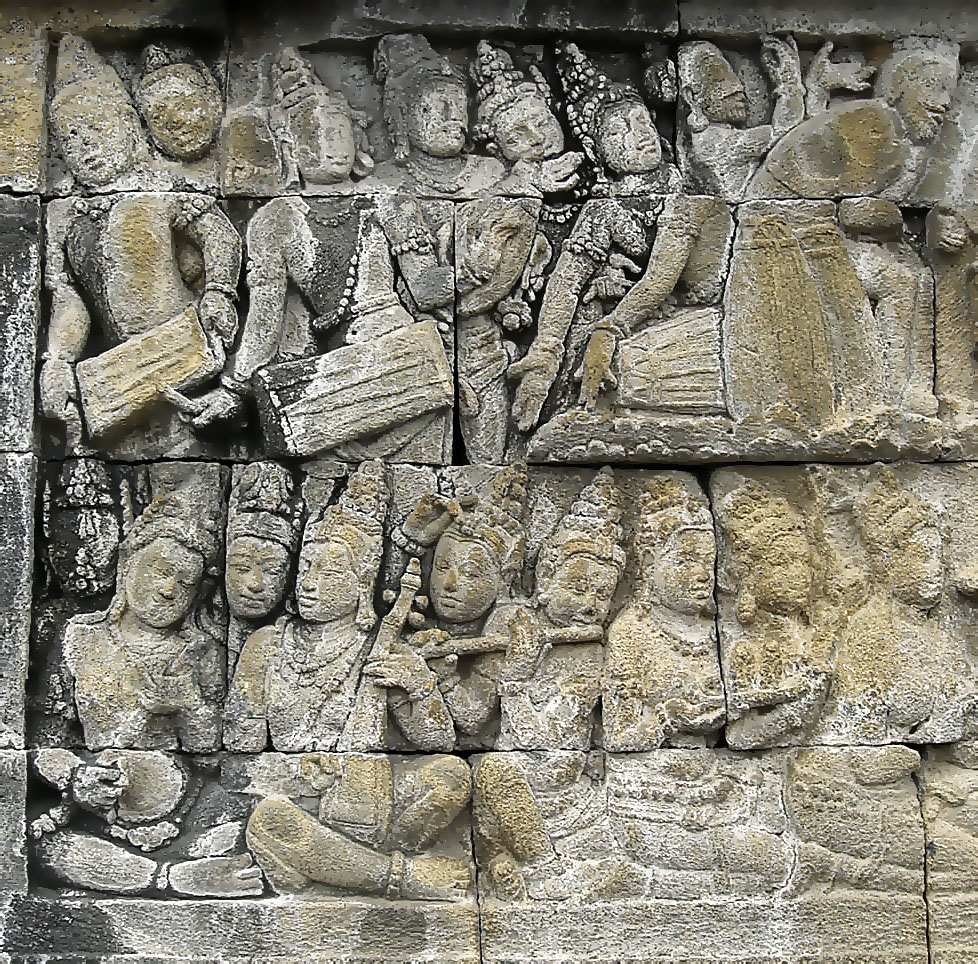
Bas-relief de Borobudur (VIIIe siècle) montrant des musiciens.

Elle est représentée principalement par les musiques d'ensembles gamelan (gamel est un marteau, an un collectif) de Bali, Java, Lombok, Kalimantan et Sunda, composés de 60 à 80 instruments de musique et dont chaque village possède sa variété. Beaucoup de ces musiques d'ensembles accompagnent les nombreuses formes théâtrales indonésiennes.
La musique instrumentale, gendhing, utilise les échelles pentatonique laras slendro et heptatonique laras pelog, ce qui oblige à doubler les instruments, dont l'accordage est toujours hasardeux.
La musique vocale sekar (« fleur ») a diverses composantes à Bali et Java :
- Sekar agung, est un chant long, en langue classique
- Sekar madya, est un chant pour les rituels, en langue classique
- Sekar alit, est un chant court pour l'arja notamment, parlant d'amour
- Sekar rara, est un chant d'enfant ou une berceuse.

### Gamelan

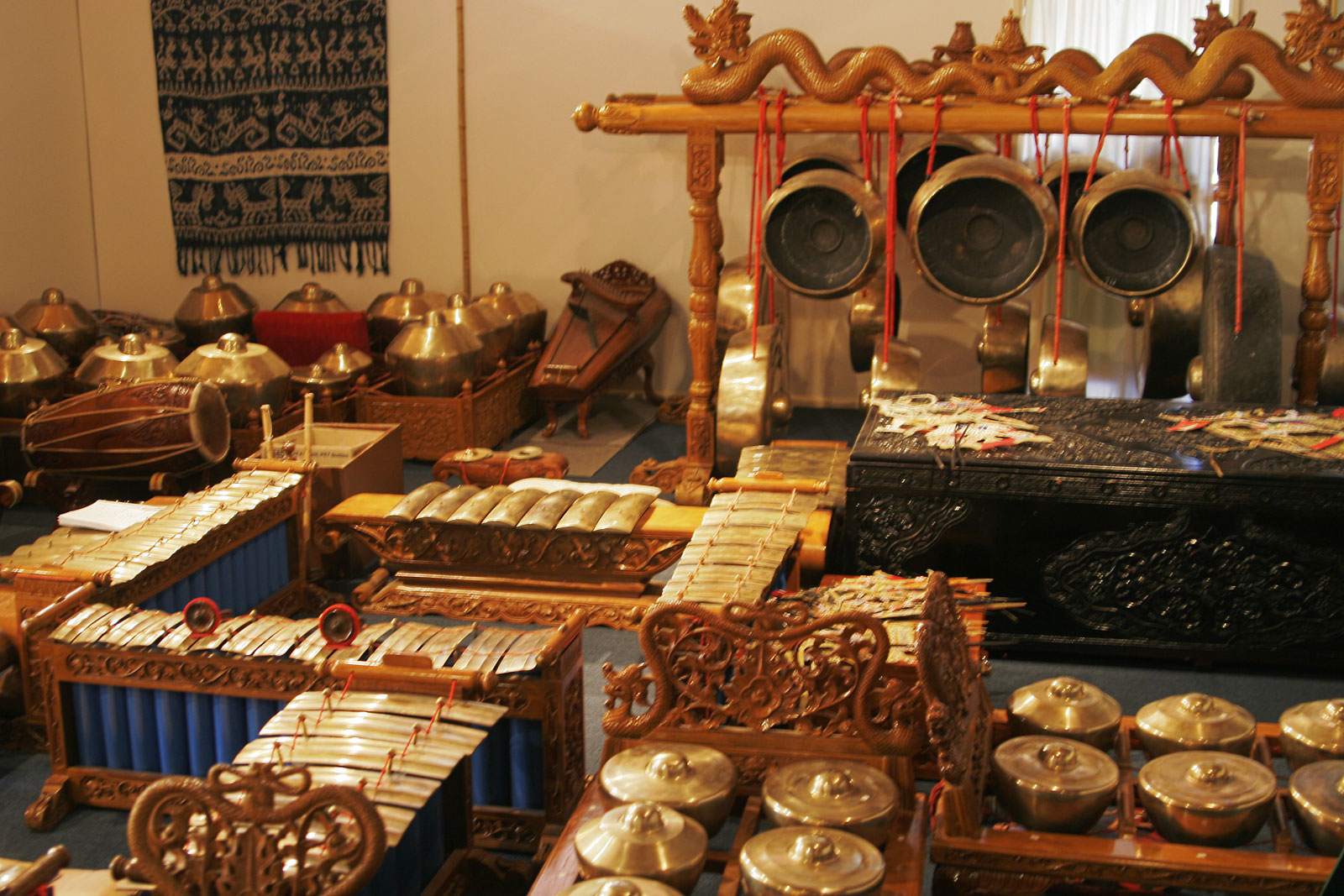
Gamelan.

Tandis qu'à Bali le gamelan était depuis des siècles dédié aux cultes et aux temples, à Java, il était réservé aux cours. La tradition javanaise attribue au dieu-roi Sang Hyang Guru la création du gamelan obonanta (« roi du monde ») au IIIe siècle. Aujourd'hui encore[Quand ?], les ensembles de gamelan de Cour reçoivent une appellation, telle Yogyakarta signifiant « l'invitation vénérable à la beauté ». Il y a quatre Cours royales (Kratons) à Java (Yogyakarta, Surakarta, Pakualaman et Mangkunagaran) préservant la tradition des gamelans accompagnent les danses sacrées bedaya semang et ketawang. À Bali, les hommes dansent aussi le kecak tiré du Ramayana. 
Le gamelan moderne est né de la fusion de deux styles de jeu au XVIIe siècle : doux et fort. Doux, pour l'intérieur et le théâtre d'ombres, avec gong, kempul, kenong, ketuk, kempyang, slentem, gender, gambang, celempung, siter, suling et rebab, en plus d'un couple de chanteurs (gerong et pesindhen) discrets, dont les paroles ne sont guère importantes. Fort, pour l'extérieur et les cérémonies de Cours, avec gong, kempul, kenong, ketuk, kempyang, saron, bonang et kendang, que le maître-tambour dirige.
Il existe encore diverses formes de gamelan selon la localisation mais qui sont toujours fabriqués et accordés par un seul facteur, bien qu'appartenant à la collectivité ; certains sont composés de métallophones, d'autres de flûtes, de guimbardes, de percussions : 
- Bali : gamelan angklung, gamelan batel, gamelan bebonangan, gamelan beleganjur, gamelan degung - Gamelan gambang, gamelan gambuh, gamelan gandrung, gamelan gender wayang, gamelan gending, gamelan gènggong - Gamelan genje, gamelan gong gedé, gamelan gong kebyar, gamelan gong luang, gamelan gong saron, gamelan gong suling, gamelan jegog, gamelan joged bumbung, gamelan joged kepyak, gamelan pearjaan, gamelan pelegongan, gamelan selunding - gamelan semar pegulingan, gamelan semarandana, gamelan tektekan, gamelan tembang girang, gamelan trompong beruk, Gamelan degung sundanais.
- Java : Gamelan banyuwangi, gamelan dengung, gamelan gadhon, gamelan geguntangan, gamelan kedempling, gamelan kodokngorek, gamelan mangkunagaran, gamelan munggang, gamelan pakualaman, gamelan pelog, gamelan prawa - Gamelan renteng, gamelan salendro, gamelan sekaten, gamelan siteran, gamelan surakarta, gamelan yogyakarta

Le petit ensemble princier degung du pays Sunda est réservé aux cérémonies de mariage, de circoncision et aux danses de cour. L'ensemble balinais semar pegulingam est destiné à accompagner les ébats amoureux princiers. La musique d'un ensemble est composée d'une mélodie centrale jouée au centre (saron), sa variation jouée à l'avant (bonang) et les ponctuations jouées à l'arrière (gong ageng). Il n'y a ni soliste ni improvisation. Chaque musicien se doit de connaître et de jouer tous les instruments et change souvent de place.
Le kreasi baru est une musique de gamelan moderne, usant de techniques traditionnelles dans des compositions récentes.

### Arja
L'Arja est un opéra comique dansé de nuit à Java, sur un cycle de Panji lui aussi, accompagné d'un petit gamelan geguntangan et de sulings.

### Barong
C'est un drame dansé balinais chamanique, accompagné du petit gamelan batel ou du pelégongan.

### Calon Arang
C'est un cérémonial d'exorcisme contre la sorcière Rangda à Bali. Ce genre de drame est accompagné du gamelan tektekan ou pelegongan en bambou et des sulings et kendangs.

### Gambuh
C'est un théâtre dansé fort ancien de Bali, basé sur le récit du prince Panji. L'accompagnement musical se fait à l'aide d'un ensemble  gamelan gambuh non métallique, comprenant des sulings, des rebabs et des kendangs. Les danses legong et legong kraton en sont une transposition pour ballet féminin accompagnées au gamelan pelégongan.

### Gandrung
La minorité Osinger à Java connaît une musique sociale pour les cérémonies, proche du gamelan. Ce genre musical nocturne consiste en un rituel dansé de séduction accompagné au violon, tambours et métallophone ; il a une fonction lié à des anciens rituels de purification et de fertilité et est proche du joged de Bali.

### Jemblung
C'est un théâtre populaire de Java, proche du wayang par le répertoire, mais sans accessoire, et proche du gamelan par l'organisation musicale, mais sans instrument. Né de la poésie chanté (macapat), il met en scène des acteurs-chanteurs qui simulent la musique à l'aide de vocalises réservées à l'apprentissage.

### Joged
C'est une danse de séduction à Bali accompagné par le gamelan en bambou joged bumbung ou joged kepyak

### Kacapi suling
C'est une musique instrumentale populaire improvisée liée au tembang sunda, jouée à la flûte suling et aux luths kacapi indung et kacapi rincik.

### Kebyar
C'est un style de composition virtuose datant du début du XXe siècle à Bali. Une danse s'est adaptée à cette musique ainsi qu'un type de gamelan particulier (Gamelan gong kebyar) qui est devenu au fil des ans, le standard.

### Kecak
C'est une danse balinaise inspirée du Rāmāyana hindou exécuté par un chœur d'homme.

### Kendau
C'est un chant de Kalimantan aux genres variés :
- le kendau alaq layuq est pratiqué en solo par les hommes lors de cueillettes ,
- le kendau kancet est un chant pour la danse,
- le kendau sabai est un chant à répons, avec un chœur.

### Langen mandra wanara
C'est un opéra dansé de Java accompagné au gamelan, créé en 1890 par un prince à partir du Râmâyana. Ce style difficile pour une cinquantaine de musiciens et de chanteurs danseurs, fut remplacé en 1920 par le wayang wong, mais recréé en 1973.

### Mak yong
C'est un théâtre chanté royal de Sumatra datant du XVIIe siècle, mais devenu populaire au XXe siècle. Les acteurs chantent et sont accompagnés par un chœur et des percussions. On le retrouve en Malaisie.

### Saman
C'est une danse assise chantée et accompagnée de percussions corporelles.

### Tekenaq
C'est une épopée chantée par les Kenyah de Kalimantan durant plusieurs heures.

### Tembang sunda
Appelé aussi seni mamaos cianjuran ou cianjuran, c'est un art aristocratique urbain lié à Cianjur au XIXe siècle. Les instruments sont : kacapi indung, kacapi rincik, suling, et rebab pour des compositions en salendro. Plusieurs styles coexistent : 
- papantunan, poésie épique chantée, basée sur les formes narratives pantuns
- panambih, chanté par les femmes
- rarancagan, au répertoire masculin
- dedegungan, au répertoire féminin

### Topeng]
C'est le théâtre masqué du pays Sunda, anciennement de la Cour de Cirebon ou Cianjur. Il est représenté à l'occasion de fêtes calendaires, évoquant la geste de Panji. Il est accompagné d'un gamelan spécifique dirigé par le joueur de kendang. Le topeng betawi en est une variante javanaise.

### Wayang
Le théâtre wayang préserve l'héritage hindou à Java. Il en existe diverses formes qui se jouent à l'occasion des fêtes calendaires et des cérémonies de mariage :
- le wayang kulit est un théâtre d'ombres avec des marionnettes en cuir, exécutant aussi le Râmâyana et le Mahabharata accompagné au gender wayang, un quatuor de métallophones. Le marionnettiste (dalang) chante et dirige le gamelan avec un cempala (maillet) relayé par le joueur de tambour kendang.
- le wayang golek se rencontre au pays Sunda, avec des marionnettes en bois et l'ensemble batel pewayangan.
- le wayang gedhog évoquant Panji se trouve au centre de Java.
- le wayang topeng se joue avec des masques.
- le wayangwong avec des acteurs.
- le wayang sasak a un répertoire islamique.

## Musique populaire

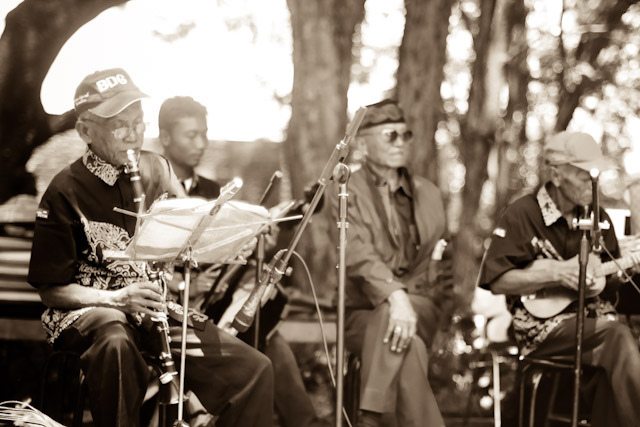
L'orchestre Keroncong Merah Putih (« keroncong rouge et blanc », allusion au drapeau indonésien).

Différents genres de musiques populaires sont issues de formes traditionnelles, mais aussi étrangères.
- Keroncong : ce chant accompagné d'instruments occidentaux est né dans une communauté de descendants d'esclaves de Ceylan et de langue portugaise, que les Hollandais avait fait venir à Batavia au XVIIe siècle. Il fut influencé par le tango et le slack key et inclus dans les films dès les années 1930 et participa à la lutte pour l'indépendance. La chanson Bengawan Solo de Gesang Martohartono est célèbre. Il fut un temps décrété « musique nationale ».
- Langgam Jawa : c'est un kroncong de Surakarta (Java) créé dans les années 1950 et fusionné avec un gamelan heptatonique joué sur des instruments occidentaux (violoncelle).
- Tembang Jawa : similaire, avec la star Didi Kempot.
- Dangdut : genre de musique mêlant instruments traditionnels et modernes, s'inspirant de la musique filmi (diffusée par les films indiens) et du rock, c'est aussi une danse populaire depuis les années 1970 avec Rhoma Irama et Elvy Sukaesih, Inul Daratista, Nafa Urbach, Evie Tamala, Camelia Malik et Reynold Panggabean Mansyur S., A. Rafiq, et Fahmy Shahab.
- Gambang kromong : musique citadine de Djakarta, influencée par le jazz et le gamelan, il est utilisé dans les mariages et dans un théâtre nommé komedi stanbul ou lenong.
- Gambus : c'est le oud malais, qui désigne ici une musique orchestrale introduite par les colons yéménites et malais.
- Jaipongan : danse rythmée de Sunda dont la musique est jouée sur instruments indigènes par Gugum Gumbira à la suite de l'interdiction du rock and roll.
- Nenu nenu : complainte solitaire de Nias, elle est parfois jouée à la flûte.
- Qasidah moderne : inspirée de la qasidah, forme poétique arabe ancienne, c'est une adaptation pop.
- Saluang : ou saluang jo dendang, est une musique de divertissement de Sumatra avec chant et flûte saluang. joué à l'occasion de fêtes, la composition en est stricte et le jeu alterne entre chanteurs et musiciens.
- Tanjidor : brass band enrichi de percussion locale, d'un violon et d'une chanteuse, cet ensemble officie pendant les mariages aux alentours de la capitale Djakarta.
- Tapanuli ogong : danse de Tapanuli avec luth, trompette et flûte.

## Musique classique
Le compositeur Slamet Abdul Sjukur a vécu à Paris dans les années 1960, travaillant à l'IRCAM, notamment avec Henri Dutilleux, dont il est resté proche. Slamet a notamment enseigné à Surabaya, ville dont il est originaire. Une de ses compositions est uniquement à base de claquements obtenus en faisant sortir son doigt de la bouche fermée par un mouvement de fouetté. (Uweg-uweg).

## Musique populaire
Les musiciens indonésiens utilisent des sons traditionnels de la musique de gamelan dans des compositions pour la fusion music et la musique progressive avec des groupes et artistes comme Discus (jazz, l'avant-garde et gamelan), Guruh Gipsy (groupe formé dans les années 1970 par Guruh Soekarnoputra (fils de Soekarno, le premier président de l'Indonésie, et petit frère de Megawati Soekarnoputri). Il a été le premier à utiliser la musique de gamelan dans le rock progressif, (Makara (groupe s'étant fait connaître dans les années 1980 avec Laron-Laron) et Bubi Chen (pianiste né en 1938 à Surabaya (Java oriental). Son groupe, l'Indonesian All Stars, est le premier groupe indonésien de jazz à jouer sur la scène internationale, au Berlin Jazz Festival de 1967, avec la composition Janger Bali, qui utilisait la musique traditionnelle de Bali.
Le rock et le reggae sont représentés par :
- Ahmad Dhani : il quitte l'école religieuse musulmane pour fonder le groupe Dewa, pensant que sa musique attire les jeunes en raison de son message spirituel. Sa chanson Laskar Cinta (« milice de l'amour », allusion au Laskar Jihad (groupe musulman radical indonésien contre les populations chrétiennes des Moluques).
- Imanez : chanteur balinais qui est à l'origine d'un succès reggae : Anak Pantai, racontant la vie « sentai » (sans stress) des Indonésiens vivant de la plage.
- Tony Q  : guitariste et chanteur, Tony Q and the Rastafaras (fondé en 1989) compte cinq albums et tourne en Indonésie, Australie, et États-Unis.
- Steven and the Coconut Treez : fameux pour sa reprise de UB40 Welcome to My Paradize.

La musique pop est également présente avec des artistes tels que Terry, Krisdayanti, Pinkan Mambo, Rini Wulandari et Anggun et le groupe JKT48.

## Instruments traditionnels

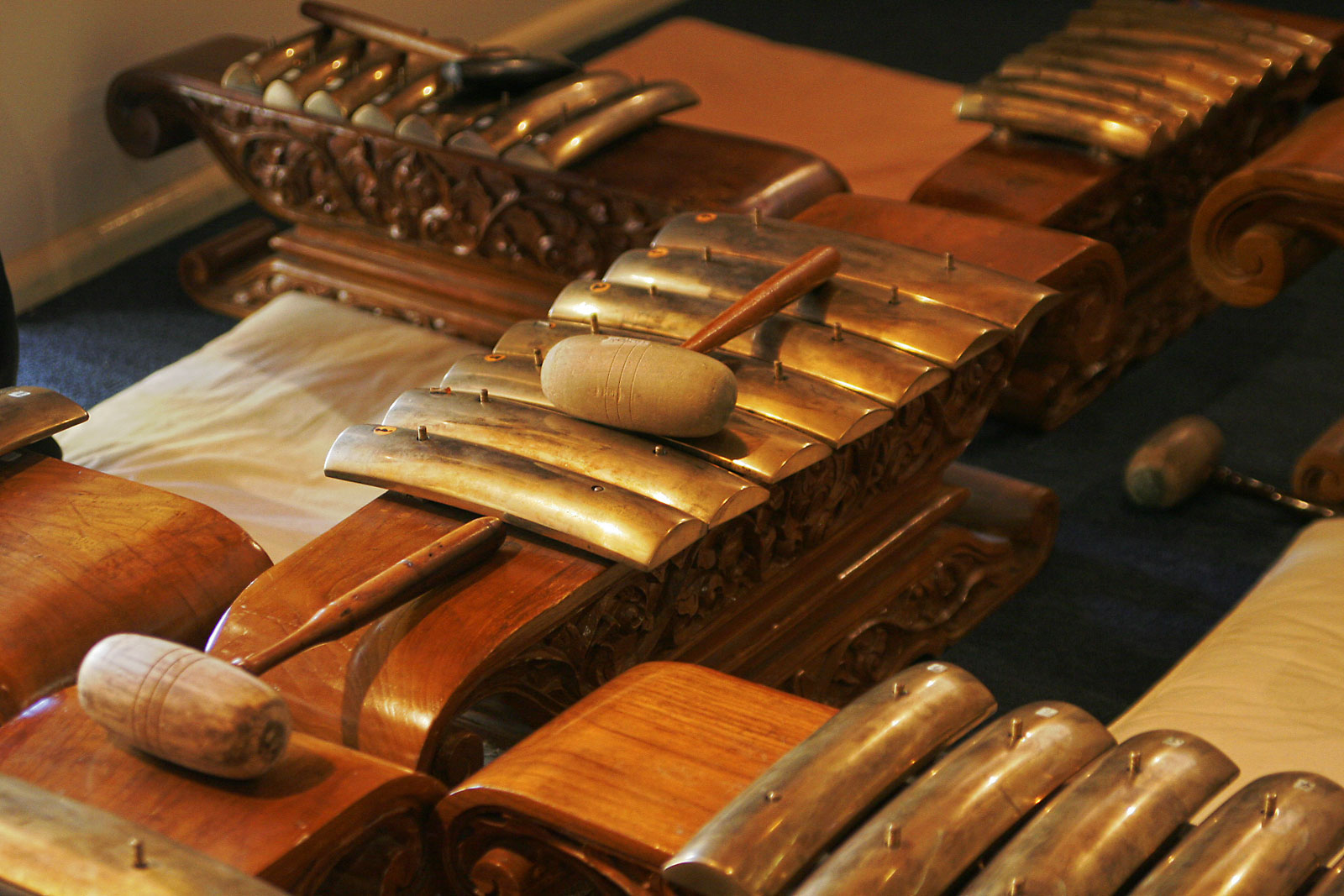
Gender.

On en dénombre quatre variétés selon les périodes pré-hindoue, hindoue (du Ier au XVe siècle), islamique (à  partir du XVe siècle), et chrétienne depuis le XVIe siècle. Les instruments sont en métal (bronze, fer, cuivre), bambou et bois.
Les percussions comprennent : bendé, bonang, cengceng, degung, enggung, gangsa, gender, gènggong, gong ageng (ou gong gede), grantang, jengglong, kendang, kempli, kempul, kenong, ketuk, kulintang, ponggang, saron , slentem, tingklik, et ugal.
Les instruments à cordes : biola, celempung, gambus, jungga, kacapi indung, kacapi rincik  , kroncong, rebab , et siter. Les instruments à vents comprennent : saluang et suling.